# Дейвид Хатчър Чайлдрес
Дейвид Хатчър Чайлдрес (на английски: David Hatcher Childress) е американски писател на произведения в жанровете пътепис, научна фантастика, и псевдоисторически и псевдоархеологични изследвания. Собственик е на издателство Adventures Unlimited Press (1984), специализирано в псевдонаучни теми като древни мистерии, необясними явления, алтернативна история и исторически ревизионизъм.

## Биография и творчество
Дейвид Хатчър Чайлдрес е роден на 1 юни 1957 г. във Франция. Отраства в Колорадо и Монтана. Учи археология в университета на Монтана в Мизула, но напуска колежа през 1976 г. на 19 години, за да започне да пътува в преследване на своите археологически интереси.
През 1983 г. се премества в Стел, Илинойс, в основана от Ню Ейдж-писателя Ричард Киенингер, от чието творчество силно е повлиян. През 1984 г. се премества в Кемптън, Илинойс, и основава собствената си издателска компания Adventures Unlimited Press, публикува своите творби, а след това и на други автори, представяйки крайни научни теории относно древните цивилизации, криптозоологията и малко известни технологии. През 1991 г., заедно с историка и лингвист Карл У. Харт, основават „Клуб на световните изследователи“, който провежда обиколки до места, за които пише. Издава и списание World Explorer (Световен изследовател).
Първата му книга, A Hitchhikers Guide to Africa and Arabia, е издадена през 1984 г. и представлява пътепис на обиколките му по света. Изследванията си през 70-те, 80-те и 90-те години за изгубени градове и древни мистерии систематизира в поредица книги „Изгубените градове“.
В книгите си разисква теми, свързани с предколумбовите транскокеански контакти, митологията за живота и постиженията на Никола Тесла, мистериите около Ордена на тамплиерите, митичните индийски летящи апарати описани във Ведите, НЛО, древни астронавни, митове за изчезнали цивилизации и скрити от обществото открития.
На 18 август 2001 г. се жени за Дженифър М. Болм.
Дейвид Хатчър Чайлдрес живее със семейството си в Кемп Верде.

## Произведения
- A Hitchhikers Guide to Africa and Arabia (1984)
- The Anti-Gravity Handbook (1985)
- Anti-Gravity and the World Grid (1987)
- The Fantastic Inventions of Nikola Tesla (1993) – с Никола Тесла
Фантастичните изобретения на Никола Тесла, изд. „Атеа Букс“ (2016), прев. Тодор Стоянов
- Vimana Aircraft of Ancient India and Atlantis (1995)
- Man-Made UFOs 1944 – 1994 (1995) – с Ренато Веско
- Ancient Micronesia and the Lost City of Nan Modal (1998)
- The Time Travel Handbook (1999)
- Technology of the Gods, The Incredible Science of the Ancients (1999)
Технология на боговете: Невероятните науч. постижения на древните, изд.: ИК „Бард“, София (2002), прев. Маргарит Дамянов
- Inside the Gemstone File (1999) – с Кен Томас
- Atlantis and the Power System (2002) – с Бил Клендън
- Extraterrestrial Archeology (2000)
Тайните на извънземната археология, изд.: ИК „Бард“, София (2003), прев.
- A Hitchhikers Guide to Armageddon (2001)
Пътеводител на стопаджията към Армагедон, изд.: ИК „Бард“, София (2007), прев. Венцислав Божилов
- Pirates and the Lost Templar Fleet (2003)
Пиратите и изчезналият флот на тамплиерите: Тайните морски войни между рицарите тамплиери и Ватикана, изд.: ИК „Бард“, София (2005), прев.
- The Secret of Christopher Columbus: La Flota Templaria (2005)
Тайната на Христофор Колумб: тамплиерският флот и откриването на Америка, изд.: „Сиела“, София (2011), прев. Петко Вълков
- The Mystery of the Olmecs (2007)
Загадката на олмеките, изд.: ИК „Бард“, София (2010), прев. Венцислав Божилов
- The Crystal Skulls: Astonishing Portals to Man's Past (2008) – със Стивън Мехлер
- Yetis, Sasquatch and Hairy Giants (2009)
- The Enigma of Cranial Deformation: Elongated Skulls of the Ancients (2012) – с Брайън Фьорстер
- Ancient Technology in Peru & Bolivia (2012)
- Vimana: Flying Machines of the Ancients (2013)
- The Lost World of Cham: The TransPacific Voyages of the Champa (2017)

### Серия „Пътеводител на учения авантюрист – Изгубените градове“ (Lost Cities)
- Lost Cities and Ancient Mysteries of Africa and Arabia (1984)
Изгубените градове и древните загадки на Африка и Арабия, изд.: ИК „Бард“, София (2004), прев. Венцислав Божилов
- Lost Cities of China, Central Asia and India (1984)
Изгубените градове на Китай, Централна Азия и Индия, изд.: ИК „Бард“, София (2005), прев. Венцислав Божилов
- Lost Cities and Ancient Mysteries of South America (1986)
- Lost Cities of Ancient Lemuria and the Pacific (1988)
Изгубените градове на древна Лемурия и Тихия океан, изд.: ИК „Бард“, София (2003), прев.
- Lost Cities of North and Central America (1992)
- Lost Cities of Atlantis, Ancient Europe and the Mediterranean (1995)
Изгубените градове на Атлантида, Древна Европа и Средиземноморието, изд.: ИК „Бард“, София (2007), прев. Венцислав Божилов
- Lost Continents and the Hollow Earth (1998)
- Lost Cities and Ancient Mysteries of the American Southwest (2009)

### Сборници
- Discovering the Mysteries of Ancient America: Lost History and Legends, Unearthed and Explored (2003) – със Зекария Сичин, Франк Джоузеф и др.
Разбулените тайни на Древна Америка, изд.: ИК „Кръгозор“, София (2007), прев. Елена Любенова Кодинова